# Microtragus unicristatus
Microtragus unicristatus är en skalbaggsart som beskrevs av Stefan von Breuning 1942. Microtragus unicristatus ingår i släktet Microtragus och familjen långhorningar. Inga underarter finns listade i Catalogue of Life.